# Seidu Duah
Seidu Duah, ganski atlet, * 1988.
Sodeloval je na atletskem delu poletnih olimpijskih igrah leta 2004.
Duah je trenutno pripadnik Kraljevega logističnega korpusa.